# تكرار الكلام

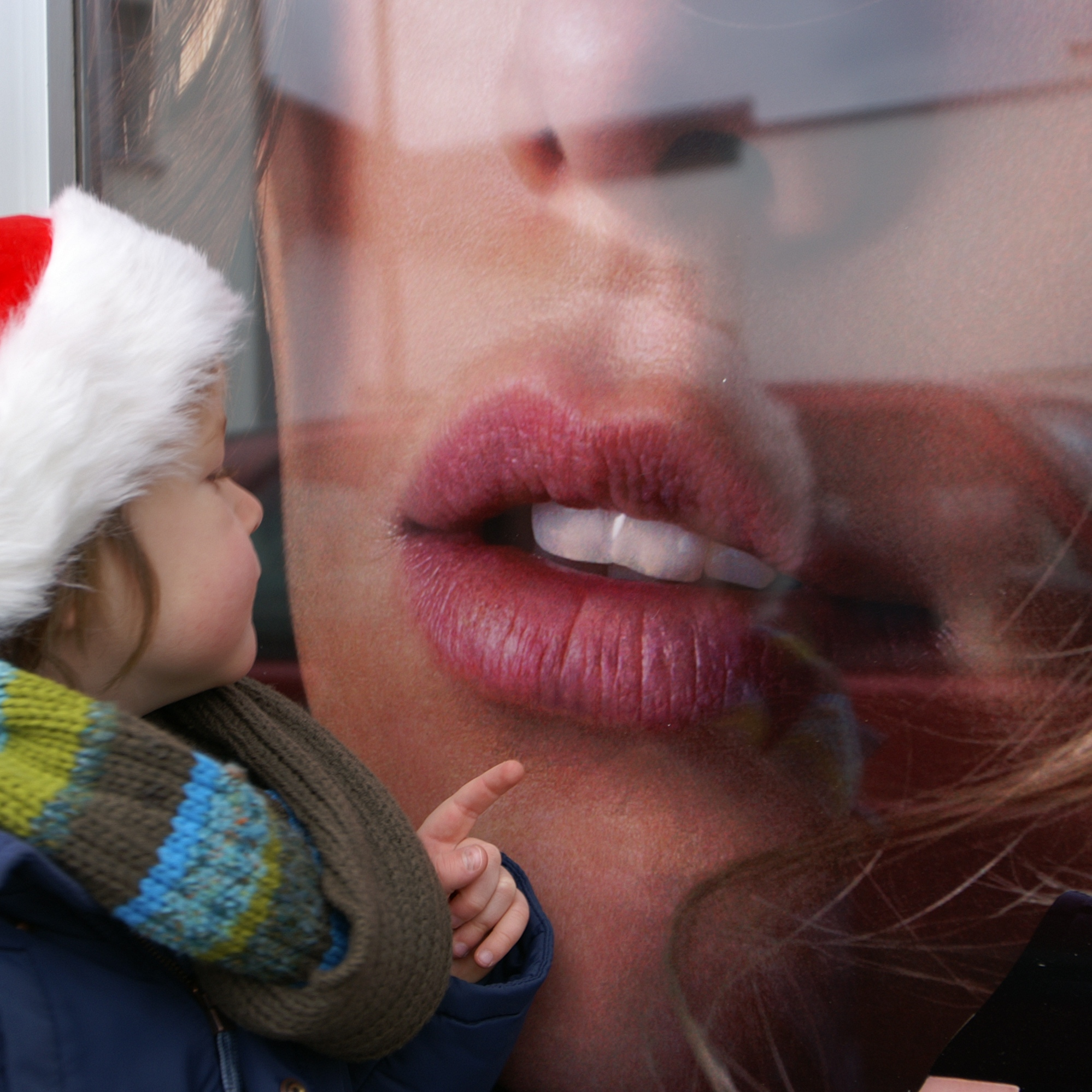
الاطفال ينسخون كلام افوهه الاشخاص المحيطين بهم, مما يسمح لهم بتعلم نطق الكلمات الجديدة.

تكرار الكلام هو إعادة كلام شخص ما من قبل شخص اخر ويتطلب ذلك قدرة الشخص على نسخ مايسمعون من كلمات الاخرين وجعلها مشابه الي اصواتهم.
وغالبا ما تحدث هذه المحاكاة نتيجة حدوث الكلام بشكل مستقل عن فهم الكلام مثل طريقة تكرارالكلام عندما يقول الشخص بشكل تلقائي الكلمات التي يسمعها عبر سماعات، وكما يحدث في الحالة المرضية للمحاكاة اللفظية حيث يقوم الناس بالتكرار العكسي للكلمات التي يسمعونها. وهذا يوصلنا الي ان تكرار الكلام يعتبر منفصلا عن الدماغ الي ان يتحول الي الإدراك. يحدث تكرار الكلام في عملية معالجه الكلام الخارجي في حين يحدث الإدراك في عملية معالجة الكلام الداخلي. وغالبا ما يتحول التكرار دون ادراك عن طريق هذا المسار مباشرة إلى جمل رواية عفوية أو بعد تأجيل التخزين في الذاكرة الصوتية.
القدرة على سماع الأصوات الداخلية في عملية إخراج الاصوات الخارجية فالواقع متقدمة للغاية لدى البشر وذلك عائد إلى قدرتهم في نسخ مايستمعون اليه حيث انه يلعب دورا حاسما في التوسع السريع للطفل في المفردات المنطوقة. الأطفال الأكبر سنا والبالغين فإنه لا يزال هاما بالنسبة لهم لأنه يتيح التعلم المستمر من ناحية الأسماء والكلمات الجديدة واللغات الإضافية وهذا التكرار ضروري أيضا لنشراللغة من جيل إلى اخر. وقد اقترح أيضا أن الوحدات الصوتية التي تم اختيارها عن طريق عملية توسيع المصطلحات ومفردات الإرسال لان الأطفال يفضلون نسخ الكلمات الابتدائية لانها أكثر سهوله من تقليدها.

## الخصائص

### تلقائي
التقليد الصوتي يحدث بسرعة، يمكن تكرار الكلمات في غضون 250-300 ميلا في الثانية في كل من المعتاد (أثناء التظليل الكلامي) وخلال فترة النص. تقليد مقاطع الكلام ربما يحدث بشكل أسرع، يبدأ الناس تقليد الهاتف الثاني في المقطع [أو] قبل أن يتمكنوا من التعرف عليه (من أصل [أو]، [aæ] و [أي]). في الواقع ببساطة تنفيذ الانتقال إلى [س] عند وجود حرف علة ثاني في [أو] لانه يستغرق وقت أطول قليلا مما يفعله في تفسير وتنفيذ استجابة غير معروفة. نيوروبيولوجيكالي وهذا يشير إلى أن المراحل المبكرة من تحليل الكلام تعطي معلومات يمكن تحويلها مباشرة إلى معلومات لازمة لإنتاج الكلام". يمكن أن يتم التكرار الصوتي مباشرة كما هو الحال في التظليل الكلامي وصدى النص ويمكن أيضا أن يتم بعد تخزين نمط النطق في الذاكرة على المدى القصير أوعلى المدى الطويل. يستخدم تلقائيا كلا من السمعي وفي حال توفرالمعلومات البصرية حول كيفية إنتاج الكلمة.

### إستقلالية الكلام
ينشأ التقليد الصوتي في النمو قبل فهم الكلام وأيضا في الخداع، المواليد الذين يبلغون من العمر 18 أسبوعا ينسخون التعبيرات صوتية بشكل عفوي مما يتيح لهم مطابقة التعبيرات الصوتية، حيث وجدوا ان تقليد حروف العلة يظهر في سن 12 أسبوعا، الاستقلال عن اللغة الأم والمهارات اللغوية وفهم كلام والذكاء المتحدث، كثيرا من مصابين التوحد وبعض المعاقين ذهنيا يشاركون في صدى كلمات السمع (غالبا يكون تفاعلهم الوحيد صوتي مع الآخرين) دون فهم ما يرددونه، الغير المنضبط اللاإرادي عادة يردد الكلمات والجمل وهذا يحدث في ما يقارب نصف أولئك الذين يعانون من متلازمة توريت. القدرة على تكرار الكلمات من غير فهم يورث حبسة مختلطة عبر القشرة حيث تؤدي إلى تجنب المخزون الصوتي على المدى القصير.
القدرة على تكرار وتقليد الأصوات يحدث بشكل منفصل بالنسبة للكلام العادي من جهه أخرى التظليل الكلامي يوفر دليلا قاطعا على تميز الإدخال / الإخراج حيث ان حلقة الكلام التي تختلف وتستقل عن المكونات الأخرى من نظام الكلام، كما أن الإضافة العصبية دليلا على وجود علاقة مباشرة غير تقليدية بين مدخلات التحليل الصوتي ومخرجات البرمجة الحركية.

### إستقلالية المؤثر
أصوات النطق يمكن أن تقابل مقلدا في الحبال الصوتية على الرغم من اختلافات تشريح الحبال الصوتية في الحجم والشكل بسبب الجنس والعمر والتغيرات التشريحية الفردية المتعددة، هذا التباين هوالذي جعل سعة المدخلات الناتج من رسم خرائط خطاب بحيث يكون أكثر تعقيدا من رسم خرائط بسيطة من الحركات المسارات الصوتية، بالنسبة لشكل الفم يختلف على نطاق واسع أطباء الأسنان صنفوا ثلاثة أشكال اساسية للحنك: شبه منحرف وبيضاوي وثلاثي وستة أنواع من عيوب الإطباق بين الفكين وتسعة طرق مرتبطة بالاقواس السنية ومجموعة واسعة من التشوهات والفك السفلي. الصوت يمكن أن يختلف أيضا بسبب إصابة الأسنان وتسوس الأسنان ومن العوامل الأخرى التي لا تعرقل رسم الحركات الحسية اللازمة للتقليد الصوتي هي التشوهات الفموية الكلية مثل الشفاه الحنكية أو الحنك المشقوق أو بتر أطراف طرف اللسان وقضم قلم الرصاص. الجيوب الأنفية تختلف بين الأفراد 20 ضعف في الحجم وتختلف في وجود ودرجة عدم التماثل أو التشابهه.

### التنوع اللغوي
التقليد الصوتي المحتمل يتعلق بمجموعة متنوعة من الوحدات الصوتية وأنواع كثيرة معينة من النطق. حيث أن لغات العالم تستخدام الهواتف الساكنة التي تختلف في 13 مكانا صوتيا من مفصلات (من الفم). يمكن أن تكون هذه الهواتف (المهاتفه) واضحة مع 11 نوعا من طرق تحريك المفاصل (توقف الأنف إلى النقرات الجانبية). وايضا يمكن نسخ الكلام فيما يتعلق بلهجة الاجتماعية والتجويد، اللغة الفردية للملاعب (كما هومع الترفيه). يمكن أيضا التعبير لفظا عن الكلام بطرق مختلفة اختلافا واسعا في سرعة طابع الصوت وفي الملعب ودرجة الإحساس بشدة الصوت والعاطفة، والكلام أيضا يتواجد بأشكال مختلفة على سبيل المثال: في الأغنية والآية والصراخ والهمس ويمكن أيضا في إنتاج خطاب ذكي مع التجويد العملي واللهجات الإقليمية واللهجات الأجنبية حيث يتم نسخ هذه الجوانب بسهولة، يطلب أيضا من الناس تكرار الكلمات وتقليد الكلام ليس فقط في المهاتفه ولكن أيضا بدقة جوانب النطق الأخرى مثل التردد الأساسي والتعبير عن الصوت الخفي وأطياف كثافة الصوت وعلم حركة الشفاه واللهجة الإقليمية.

## اكتساب اللغة

### توسع المفردات
في عام 1874 اقترح كارل فيرنيك أن القدرة على تقليد الكلام يلعب دورا رئيسيا في اكتساب اللغة، حيث انه الآن يعد قضية بحثية على نطاق واسع في تنمية الطفل. حيث وجدت دراسة تنص على ان من 17,000 كلمة وكلمتين من الكلمات التي أدلى بها ستة أطفال بين 18 شهرا إلى 25 شهرا وفقا للرضيع معين ما بين 5٪ و 45٪ من كلماتهم قد تكون من التقليد وهذه الأرقام هي أرقام صغيرة لأنها لا تتعلق إلا بسماع الكلمات مباشرة، حيث أن العديد من الكلمات التي قد تبدو عفوية هي في الواقع تأخر التقليد سُمعت قبل أيام أو أسابيع. في عمر 13 شهرا الأطفال يقلدون الكلمات الجديدة ولكن ليست من الكلمات التي يعرفونها من قبل، حيث تظهر زيادة كبرى في المفردات الاسمية في عمر أربعة أشهر والمفردات الغير اسمية في عمر ثمانية أشهر، المؤشر الرئيسي لزيادة المفردات في كل من عمر 20 شهر أو 24 شهر والأطفال الأكبر سنا بين 4 و 8 سنوات مهاراتهم في تكرار متواليات الهاتف (المهاتفه) غير الكلام - مقياس تقليد وتخزين، وهذا هو الحال أيضا مع الأطفال الذين يعانون من متلازمة داون حيث أن التأثير يعد أكثر وأكبر تأثيرا من العمر: في دراسة تنص على 222 طفل يبلغ من العمر عامين قد تحدث بالكلمات حيث انها تتراوح بين 3-601 كلمة، القدرة على تكرار غير الكلام تمثل 24٪ من التباين مقابل 15٪ بالنسبة للعمر و 6٪ للجنس – الفتيات بشكل عام أفضل من الأولاد.

### استخدام التوسع في غير المفردات أكثر من التقليد
يدعم التقليد الأساس في جعل الجمل أطول من مقدرة الأطفال حيث يمكن أن يحدث خلاف ذلك بشكل عفوي من تلقاء انفسهم، الأطفال يحللون القواعد اللغوية وأنماط النطق وعلم اللسانيات التخاطبي للكلام من خلال جعل حديث النفس (النّجوى) يكررون ويتلاعبون بها في عبارات وجمل التي قد سمعها سابقا. كثيرا من اولى المحادثات متضمنة الأطفال والآباء في إعادة ما قيل لاحدهما الآخر من أجل الحفاظ على التفاعل الاجتماعي واللغوي، وقد اُقترح أن محادثات خطابة الصوت إلى ردود آلية يساعد في «محاذاة التفاعلات» من خلال تنسيق إيقاع ولحن الخطابة. التكرار يسمح ويساعد الأطفال المهاجرين احاديو اللغة لتعلم لغة ثانية من خلال السماح لهم بالمشاركة في المحادثات. عمليات التقليد ذات صلة تساعد على تخزين الكلمات السمع من خلال وضعها في الكلام على المدى القصير والذاكرة على المدى الطويل.

## اللغة
القدرة على تكرار غير الكلمات يتوقع منك القدرة على تعلم مفردات لغة ثانية. ووجدت دراسة تنص على أن تعدد اللغات (مزيج من اللغات) يساعد على أداء أفضل في مهام الذاكرة على المدى القصير مثل تكرار الغيرالكلمات والكلمات الصوتية مقارنة مع غير متعددي اللغة على الرغم من ان كلاهما على خلاف ذلك مماثلة في الذكاء العام، الحيز الصوتي حيث امكانية الذاكرة على المدى القصير والقدرة على التعلم. تأخر اللغة في التباين يربط إلى ضعف واضرار في التقليد الصوتي.

## تكرار الكلام والهواتف
تبينت الأبحاث على ان التحفيز الكهربائي للدماغ البشري حيث انهم جدوا أن 81٪ من المناطق التي تظهر تعطل التعرف على الهاتف هي أيضا تلك التي تتعطل فيها حركات التقليد الشفوية والعكس، تظهر إصابات الدماغ في مناطق الكلام وجود علاقة 0.9 بين تلك التي تسبب إعاقة في نسخ الحركات الشفوية وتلك التي تعوق في الإدراك وإنتاج الهواتف.

## الالية
الكلمات المنطوقة هي تسلسل في الحركات المنظمة حول الأهداف الصوتية للمسارات الصوتية حيث يتم نسخ فوكاليزاتيون بسبب الأهداف الحركية التي تنظمه بدلا من الحركات الدقيقة التي يتم إنتاجها وهذه الأهداف الصوتية تعتبر هي السمعية وفقا لقانون جيمس أبس "بالنسبة إلى الحركات الكلامية، فإنها لا تبدو تسيطر فيما يتعلق بالأهداف ثلاثية الأبعاد، وفيما يتعلق بمساهمتها في أهداف المسارات الصوتية المعقدة مثل خصائص الرنين على سبيل المثال والشكل ودرجة الانقباض والمتغيرات الهامة الديناميكية الهوائية، كما أن أصوات الكلام لها خصائص متكررة ذات ترتيب أعلى مثل معدلات وشكل التشكيلات وشكل تحولات التردد، هذه الأهداف السمعية المعقدة (التي غالبا ما تكون مرتبطة - وإن لم تكن دائما - بإيماءات صوتية داخلية) يمكن اكتشافها من صوت الكلام الذي يكونه.

## علم الأعصاب

### وظيفة تيار معالجة الكلام الخارجي
هنالك اثنين من تيارات المعالجة القشرية اولا: الداخلي الذي يرسم الصوت إلى معنى، والخارجي الذي يرسم الصوت إلى صوره متحركة. حدد كارل فيرنيك المسار بين التلفيف الصدغي الخلفي والأيسر العلوي (منطقة قشرة الدماغية تسمى أحيانا منطقة ويرنيك) كمركز للصوت «صور» من الكلام والمقاطع التي ترتبط عبر الحزمة المقوسة مع جزء من التلفيف الجبهي السفلي (وتسمى أحيانا منطقة بروكا) والتي تعد المسؤولة عن التعبير، هذا المسار هو الآن يعرف على نطاق واسع بأنه مسار الكلام الخارجي، حيث أن واحدة من المسارين (جنبا إلى جنب مع المسار الداخلي) والتي تعالج الكلام ويختص التلفيف الصدغي الخلفي العلوي للتمثيل العابر للتسلسل الصوتي المستخدم للتكرار الصوتي، حيث ان جزء من القشرة السمعية يمكن أن تمثل أيضا جوانب من الكلام مثل خصائصه الساكنة.